# Dick Loggere
Hermanus Pieter "Dick" Loggere, född 6 maj 1921 i Amsterdam, död 30 december 2014 i Hilversum, var en nederländsk landhockeyspelare.
Loggere blev olympisk silvermedaljör i landhockey vid sommarspelen 1952 i Helsingfors.